# «Чудотворец» из Бирюлёва
«Чудотворец из Бирюлёва» — советский короткометражный фильм 1958 года, снятый на киностудии «Центрнаучфильм».
Игровой фильм о мнимом «чудотворце», который одурачивал легковерных людей, спекулируя на их суеверии.

## Сюжет
Жена ответственного работника Зоя Фёдоровна на примерке платья у портнихи жалуется ей на свои «болезни», и та советует ей обратиться с известному чудотворцу, живущему в Бирюлёво. Зоя Фёдоровна едет у чудотворцу (Алексей Грибов), где застаёт очередь ждущих «старца» людей, и всем он прописывает одно лекарство — водка и молитва с хлебом. Зоя Фёдоровна начинает «чувствовать себя лучше» после такого лечения, и рассказывает о чудотворце всем знакомым, среди которых Иван Иванович Легковерный (Сергей Вечеслов), сослуживец её мужа. Он тоже посещает «чудотворца» и начинает принимать «лекарство», но алкоголь при его здоровье противопоказан, и он с инсультом попадает в больницу.
Над шарлатаном, своим «лечением» чуть не убившем человека, идёт суд, где выясняется, что это целая сеть мошенников, и портниха была «зазывалой» получавшей за каждого «клиента» по 25 рублей.

## В ролях
- Алексей Грибов — Парамонов, «старец-чудотворец»
- Ольга Викландт — Зоя Фёдоровна
- Михаил Названов — Николай Александрович, её муж
- Сергей Вечеслов — Иван Иванович Легковерный
- Елена Максимова — Манефа
- Татьяна Панкова — портниха
- Георгий Вицин — алкаш
- Валентина Ушакова — эпизод
- Ираида Солдатова — молочница

## Критика
Критик Дмитрий Петрович Николаев отмечал, что цель фильма как сатиры на «чудотворцев»-шарлатанов не была достигнута:

Тема очень важна и актуальна: борьба с пережитками религии, с шарлатанами — «чудотворцами». Артистические силы великолепные — Грибов, Викланд, Названов и другие. Но комедия тем не менее не получилась. Сюжет её таков, что если мы ещё получаем возможность посмеяться над теми, кто, надеясь на чудесное исцеление, обращается к чудотворцу за помощью, то над самим чудотворцем мы почти не смеёмся. Сценаристы не нашли ни одной ситуации, в которой он оказался бы в действительно комическом положении. Поэтому зритель его почти не осуждает, он отчасти даже на его стороне: так, мол, им (то есть пациентам) и надо. В результате происходит серьёзное смещение идейных акцентов.— Смех — оружие сатиры / Дмитрий Николаев. — М.: Искусство, 1962. — 221 с. — стр. 135